# Теодоро-Шмідт
Теодоро-Шмідт (ісп. Teodoro Schmidt) - селище в Чилі. Адміністративний центр однойменної комуни. Населення - 2752 особи (2002). Селище і комуна входить до складу провінції Каутин і регіону Арауканія.
Територія комуни – 649,9 км². Чисельність населення – 15 045 мешканців (2017). Щільність населення - 24,28 чол./км². Носить ім'я Теодоро Шмідта Кесади.

## Розташування
Селище розташоване за 72 км на південний захід від адміністративного центру області міста Темуко.
Комуна межує:
- на півночі - з комунами Карауе, Нуева-Імперіаль
- на сході - з комуною Фрейре
- на південному сході - з комуною Пітруфкен
- на півдні - з комуною Тольтен

На заході комуни розташований Тихий океан.

## Демографія
Згідно з даними, зібраними під час перепису Національним інститутом статистики, населення комуни становить 15 778 осіб, з яких 8242 чоловіки та 7536 жінок.
Населення комуни становить 1,68% від загальної чисельності населення регіону Арауканія. 54,55% належить до сільського населення та 45,45% - міське населення.

### Найважливіші населені пункти комуни
- Теодоро-Шмідт (селище) - 2752 мешканців
- Гуальпін (селище) - 2413 мешканців
- Баррос-Арана (селище) - 1079 мешканців